# Bion 10
O Bion 10 (ou Kosmos 2229, em russo: Бион 10, Космос 2229) foi um satélite russo de pesquisas biológicas. Foi lançado em 29 de dezembro de 1992 do Cosmódromo de Plesetsk, Rússia, através de um foguete de suporte Soyuz. O satélite Bion 10 levou consigo dois macacos e vários insetos além de anfíbios, plantas e culturas de células. Cientistas participantes eram de nove países e da Agência Espacial Europeia. Essa missão na sua fase de planejamento foi nomeada por Bion 92.
O Bion 10 orbitou a Terra por quase 12 dias. A carga útil, continha 13 experimentos de biologia dos Estados Unidos. Estudos focados nos ossos, na fisiologia neuromuscular e vestibular, os ritmos circadianos e o metabolismo. Dois macacos rhesus serviram como cobaias experimentais para estudos. Assim como nas missões anteriores Bion, os macacos foram treinados para comer alimentos e beber suco de distribuidores. Além disso, eles foram treinados para operar um pedal para que as respostas musculares pudessem ser estudadas em órbita. Para os testes neuro vestibulares em órbita, os macacos foram treinados para fazer mão e cabeça movimentos em resposta a estímulos visuais.
Vários dos elementos de hardware no satélite foram melhorados. O sistema de gravação de dados em voo foi reforçado, podendo assim realizar estudos do cérebro em alta qualidade e gravações neuro musculares. O sistema de alimentação dos macacos foi melhorado e um dispensador de suco estava disponível. O sistema de retenção de macacos foi modificado para permitir mais movimento dos braços. O sistema de aquisição de dados neuro vestibulares foi atualizado através de um esforço de desenvolvimento conjunto russo-estadunidense, permitindo que mais parâmetros fossem registrados durante a órbita do satélite.
O satélite cessou suas operações e retornou a terra em 12 de Janeiro de 1993.